# Якоб Бендер
Якоб Бендер (нім. Jakob Bender, 23 березня 1910, Дюссельдорф — 8 лютого 1981) — німецький футболіст, що грав на позиції півзахисника за клуб «Фортуна» (Дюссельдорф), а також національну збірну Німеччини.
Чемпіон Німеччини. 

## Клубна кар'єра
У футболі дебютував 1927 року виступами за команду «Фортуна» (Дюссельдорф), кольори якої і захищав протягом усієї своєї кар'єри гравця, що тривала тринадцять років. За цей час виборов титул чемпіона Німеччини.

## Виступи за збірну
1933 року дебютував в офіційних матчах у складі національної збірної Німеччини. Протягом кар'єри у національній команді, яка тривала 3 роки, провів у її формі 9 матчів.
У складі збірної був учасником чемпіонату світу 1934 року в Італії, де зіграв з Чехословаччиною (1-3) і в переможному матчі за третє місце з Австрією (3-2).
Помер 8 лютого 1981 року на 71-му році життя.

## Титули і досягнення
- Чемпіон Німеччини (1):

«Фортуна» (Дюссельдорф): 1933
- Бронзовий призер чемпіонату світу: 1934